# Ghost World
Ghost World ist ein Coming-of-Age-Film von Terry Zwigoff aus dem Jahr 2001. Er basiert auf einem gleichnamigen Comic von Daniel Clowes, der auch das Drehbuch zum Film schrieb.
Der Film ist eine Satire auf die Leere der Pop-Kultur und nimmt absichtlich das ironische Format eines Teenie-Films an.

## Handlung
Die Geschichte konzentriert sich auf die Beziehung der zwei Freundinnen Enid Coleslaw (ein Anagramm von Daniel Clowes) und Rebecca, die an ihrer High School Außenseiterinnen sind. Sowie Enids wachsende Beziehung zu dem älteren, ebenfalls sonderbaren Seymour.
Nachdem Enid und Rebecca ihren High-School-Abschluss gefeiert haben, beschließen sie, eine gemeinsame Wohnung zu mieten sowie Arbeit zu suchen, was Enid aber – mal mehr, mal weniger – unterschwellig sabotiert, weil sie sich noch nicht von ihrem alten Leben trennen kann. Da Enid einen Kunstkurs wiederholen muss und durch das Herumhängen mit Rebecca auf der Suche nach skurrilen Dingen und Abenteuern ist, treffen sie bald auf den Außenseiter Seymour.
Nachdem Enid anfänglich Seymour unterstützt und ihn sogar mit einer Frau verkuppelt hat, bricht das konstruierte Gerüst bald zusammen: Eine von Seymour geliehene alte Werbetafel (Coon Chicken) wird bei einer Ausstellung von Enids Kunstkurs als pro-rassistische Botschaft fehlinterpretiert, weil Enid die Vorstellung versäumt hat. Ein ihr zuvor in Aussicht gestelltes Stipendium an einer Kunsthochschule muss daraufhin verworfen werden. Durch ihre Unfähigkeit, einen Nebenjob zu behalten, und ihre ständige Sabotage der Wohnungssuche wird zudem die Beziehung zu ihrer Freundin Rebecca immer mehr belastet. Da Enid eine Nacht mit Seymour verbracht hat, trennt sich dieser nun von seiner Freundin, nur um aufgrund der Affäre rund um die Werbetafel seinen Job zu verlieren und sich überdies von Enid betrogen zu fühlen, da er glaubt, ihr Schulfreund Josh sei ihr Geliebter – er rastet daraufhin völlig aus.
Enids Welt ist dadurch schließlich völlig umgekrempelt. Rebecca ist zu einer angepassten jungen Frau geworden, die nichts mehr von Enids Ideen wissen will, sondern sich über das Bügelbrett ihrer neuen Wohnung freut. Seymour befindet sich in therapeutischer Behandlung, und Enids alleinstehender Vater plant eine erneute Beziehung zu seiner von Enid gehassten Ex-Freundin.
Am Ende erfüllt sich Enid ihren alten Traum, einfach spontan ohne jede Ankündigung die Stadt mit dem Bus zu verlassen, um eine andere Person bzw. endlich erwachsen zu werden. Wobei offen bleibt, wohin dieser Weg führt, da die Buslinie, die sie nimmt, offiziell gar nicht mehr existiert.

## Auszeichnungen
Daniel Clowes und Terry Zwigoff wurden im Jahr 2002 für das Drehbuch für den Oscar nominiert. Steve Buscemi und Thora Birch wurden für ihre Darstellungen 2002 für den Golden Globe Award nominiert.
Thora Birch gewann im Jahr 2001 einen Preis des Deauville Film Festivals. Im Jahr 2001 gewann sie den Toronto Film Critics Association Award als beste Darstellerin, den San Diego Film Critics Society Award und den Golden Space Needle Award des Seattle International Film Festivals. Sie wurde 2002 für den MTV Movie Award in zwei Kategorien sowie für den Online Film Critics Society Award und den Golden Satellite Award nominiert.
Scarlett Johansson gewann 2001 den Toronto Film Critics Association Award als beste Nebendarstellerin und 2002 den Chlotrudis Award. Sie wurde 2002 für den Online Film Critics Society Award nominiert.
Steve Buscemi gewann 2001 den New York Film Critics Circle Award sowie 2002 den Chicago Film Critics Association Award, den Independent Spirit Award, den Kansas City Film Critics Circle Award, den Las Vegas Film Critics Society Award, den National Society of Film Critics Award, den Vancouver Film Critics Circle Award und den Online Film Critics Society Award. Er wurde 2002 für den Golden Satellite Award und den AFI Film Award nominiert.
Die Deutsche Film- und Medienbewertung FBW in Wiesbaden verlieh dem Film das Prädikat wertvoll.

## Kritiken
„Amüsante Komödie nach einer Comic-Vorlage, die als unverbindliche Teenie-Unterhaltung mit rasanten Schnitten beginnt, zunehmend unbequemer wird und bald in die Abgründe menschlicher Existenz blicken lässt. Die subversive Zustandsbeschreibung einer desillusionierten Jugend, getragen von einer überaus wandlungsfähigen Hauptdarstellerin“